# His Wife's Sweetheart
His Wife's Sweetheart è un cortometraggio muto del 1915 diretto da Will Louis.

## Trama
Trama di Moving Picture World synopsis in (EN)  su IMDb

## Produzione
Il film fu prodotto dalla Edison Company.

## Distribuzione
Distribuito dalla General Film Company, il film - un cortometraggio in una bobina - uscì nelle sale cinematografiche degli Stati Uniti il 17 novembre 1915.